# 1961 في أستراليا
فيما يلي قوائم الأحداث التي وقعت خلال عام 1961 في أستراليا.

## سياسة

### انتهاء فترة المنصب
- 9 ديسمبر – ايرل بيج عضو مجلس النواب الأسترالي.

## رياضة
- 1 يناير – البطولات الأسترالية 1961

## مواليد

### يناير
- 1 يناير – ريتشارد فلاناغان
- 12 يناير – مايكل هولمز مقدم تلفزيوني أسترالي.

### فبراير
- 28 فبراير – مارك فيرغسون ممثل أسترالي.
- 28 فبراير – مارك لاذام سياسي أسترالي.

### مارس
- 3 مارس – كايلي فوستر ممثلة أسترالية.

### أبريل
- 12 أبريل – ليزا جيرارد

### مايو
- 2 مايو – بيتر دوهان لاعب كرة مضرب أسترالي.
- 2 مايو – توم أردن كاتب بريطاني.
- 6 مايو – جينا رايلي كاتبة سيناريو أسترالية.
- 15 مايو – غريغ ويتيكروس لاعب كرة مضرب أسترالي.

### يونيو
- 23 يونيو – غريغ ستون ممثل أسترالي.

### يوليو
- 18 يوليو – ستيفن هودج دراج أسترالي.

### سبتمبر
- 13 سبتمبر – ميك كونيل
- 16 سبتمبر – فيونا غرام

## وفيات

### فبراير
- 20 فبراير – بيرسي غراينجر (مواليد 1882)

### ديسمبر
- 3 ديسمبر – بات أوهارا وود (مواليد 1891) لاعب كرة مضرب أسترالي.
- 13 ديسمبر – ستانلي دوست (مواليد 1879) لاعب كرة مضرب أسترالي.
- 20 ديسمبر – ايرل بيج (مواليد 1880) سياسي أسترالي.